# Begraafplaats van Aat (Lorette)
De Begraafplaats van Aat (Lorette) is een gemeentelijke begraafplaats in de Belgische stad Aat (Henegouwen). De begraafplaats ligt aan het einde van de Drève du Silence in de wijk Lorette op 1.400 m ten oosten het stadhuis. Ze heeft een rechthoekig grondplan en is onderverdeel in vier rijen met rechthoekige perken die omzoomd zijn met een haag. De toegang bestaat uit een monumentaal poortgebouw in baksteen met centraal een dubbel hek geflankeerd door twee kleine traliedeuren en dienstgebouwen. Direct na de ingang is een vierkant perceel aangelegd als groene zone. De begraafplaats wordt omgeven door een haag.
Aan de rechterkant van de groene zone ligt een perk met militaire graven waarin 21 Belgische oud-strijders en 17 Britse gesneuvelden uit de Tweede Wereldoorlog begraven liggen.
Achteraan de begraafplaats ligt een perk met 7 slachtoffers van de gasexplosie die op 30 juli 2004 in Gellingen plaatsvond.

## Britse oorlogsgraven
In het westelijk deel van de begraafplaats ligt een perk met 17 Britse militaire graven uit de Tweede Wereldoorlog, daarbij zijn 4 niet geïdentificeerde. Onder de geïdentificeerde slachtoffers vielen er 7 tijdens de gevechten tegen het oprukkende Duitse leger in mei 1940 en zes andere vielen bij het geallieerde eindoffensief in september 1944.
De graven worden onderhouden door de Commonwealth War Graves Commission en zijn daar geregistreerd onder Ath (Lorette) Communal Cemetery.